# Block House
Block House is een in Hamburg gevestigde restaurantketen die werd opgericht in 1968 en gespecialiseerd is in steaks. De groep is opgericht door de Hamburgse restauranthouder Eugen Block met de steun van zijn zus Marlies Head naar het voorbeeld van Amerikaanse steakhuizen.

## Geschiedenis
De eerste Block House werd geopend op 26 september 1968 in de Dorotheenstrasse in Hamburg-Winterhude en bestaat nog steeds. In 1972 werd de eigen slagerij van het bedrijf opgericht. In 1978 volgde de eigen, centraal georganiseerde menuproductie (Block Menu GmbH), die in 1994 verhuisde naar Zarrentin am Schaalsee. Het oorspronkelijke Block House Restaurantbetriebe GmbH werd in 1992 omgezet in een naamloze vennootschap.
Op 24 augustus 1985 werd Hotel Elysee in Hamburg-Rotherbaum geopend, dat behoort tot de Block Group. Na een twee jaar durende verbouwing is het hotel sinds 2006 bekend als het Grand Elysée ☆☆☆☆☆.
In 1996 werd het eerste restaurant in het buitenland geopend in Malaga geopend. Daarnaast runt Block House Franchisebetriebe GmbH, die verantwoordelijk is voor de buitenlandse activiteiten, restaurants in Palma, Marbella, in Lissabon en in Wenen.

## Jim Block
Het merk Jim Block werd in 1973 opgericht om restanten van de steakproductie te gebruiken. Het primaire product van het merk Jim Block zijn hamburgers. De burgers worden gemaakt in dezelfde eigen slagerij die vlees levert aan de Block House-restaurants.
Het assortiment Jim Block-restaurants omvat (in 2014) twaalf verschillende soorten hamburgers; bijzonder is de bereiding van de hamburgers in het bijzijn van de gasten. De totale omzet van Jim Block in 2014 was 10 miljoen euro. In 2017 telde Jim Block meer dan 2 miljoen gasten en verkocht meer dan 2 miljoen hamburgers.
Jim Block is sinds juni 2012 gevestigd in Hannover en sinds april 2014 in het Bikini-Haus in Berlijn In maart 2022 heeft de keten 12 restaurants en ongeveer 200 mensen in dienst. 

## Kerncijfers van het bedrijf
Er zijn 54 restaurants in heel Europa, waarvan 43 in Duitsland. Het Block House filiaal aan de Alexanderplatz in Berlijn is het filiaal met de hoogste omzet; In 2010 was de omzet daar netto 3,5 miljoen euro tegen een gemiddelde omzet van 2,7 miljoen euro per restaurant. 
De omzet van de Block Group bedroeg in 2017 ongeveer 380 miljoen euro, het bedrijf heeft meer dan 2.600 medewerkers (stand augustus 2020). De bedrijvengroep omvat drie naamloze vennootschappen en 17 bedrijven die als besloten vennootschap worden bedreven.